# Herb gminy Krasiczyn
Herb gminy Krasiczyn – jeden z symboli gminy Krasiczyn.

## Wygląd i symbolika
Herb przedstawia na tarczy w polu czerwonym srebrny róg bawoli. Jest to historyczny symbol miasta Krasiczyn oraz nawiązanie do rodu Krasickich herbu Rogala. 